# اونكيفيسي
اونكيفيسي هي عبارة عن بحيرة كبيرة في دولة فنلندا. وهي تنتمي إلى منطقة تجمع المياه الرئيسية فوكسي. وهي تقع في المنطقة الشمالية من سافو الشمالية ومعظمها في بلدية لابنلاهتي. المياه في البحيرة جزئيا هو نتيجة التدفقات الطبيعية إلى حد ما، وجزئيا بسبب الموقع كونه في منطقة زراعية.